# Toxorhina incerta
Toxorhina incerta är en tvåvingeart som beskrevs av Enrico Adelelmo Brunetti 1912. Toxorhina incerta ingår i släktet Toxorhina och familjen småharkrankar. Inga underarter finns listade i Catalogue of Life.